# Philippe Albert
Philippe Albert (Bouillon, 10 augustus 1967) is een Belgisch voormalig profvoetballer die speelde als centrale verdediger. Hij speelde in België voor Sporting Charleroi, KV Mechelen en RSC Anderlecht. Met RSC Anderlecht werd hij 2 x landskampioen en won hij 1 Beker van België. In Engeland maakte Albert het mooie weer bij Newcastle United.
Albert was een bikkelharde verdediger met een aanvallende ingesteldheid en een gouden linkervoet. Hij groeide in de jaren 90 uit tot een van de beste spelers in België. Hij ontving in 1992 de trofee voor Profvoetballer van het Jaar. Een half jaar later kreeg hij ook de Gouden Schoen. Hij speelde 41 interlands voor België en nam deel aan het WK 1990 en 1994.

## Carrière

### Jeugd
Philippe Albert begon zijn carrière bij de jeugd van FC Bouillon. De bescheiden club uit zijn geboortestreek kwam in de provinciale reeksen uit. Albert werd door zijn gebrek aan techniek niet beschouwd als een groot talent. Hij viel vooral op door zijn lengte en kracht.

### Sporting Charleroi
In 1985, hij was toen 18 jaar, vertrok hij naar het net naar Eerste Klasse gepromoveerde Sporting Charleroi. Hij kwam er terecht in het team van trainer André Colasse. Albert kwam in zijn eerste seizoen amper aan spelen toe. Een jaar later kreeg hij meer speelkansen, maar veel indruk maakte hij niet. Zijn onhandig ogende speelstijl werd gekenmerkt door veel overtredingen. Hij kreeg in die periode dan ook de bijnaam "de houthakker van Bouillon". Doch werd hij een vaste waarde bij de Zebra's, waar hij in die dagen een ploeggenoot was van onder meer Dante Brogno, Raymond Mommens, Rudy Vossen en Jacky Mathijssen. Bondscoach Guy Thys selecteerde hem in 1987 voor de eerste keer als Rode Duivel.

### KV Mechelen
In 1989 volgde een transfer naar landskampioen KV Mechelen. Albert werd er een ploegmaat van Michel Preud'homme, Lei Clijsters, Erwin Koeman, Graeme Rutjes, Johnny Bosman en Marc Wilmots. Mechelen kende na het vertrek van trainer Aad de Mos een wisselvallig seizoen. Zijn opvolger en landgenoot Ruud Krol werd reeds in de loop van het seizoen opgevolgd door Fi Van Hoof. Aan de zijde van Clijsters werd Albert een vaste waarde bij Malinois. Met zijn doorzettingsvermogen, messcherpe tackles en neus voor doelpunten werd hij een van de meest besproken verdedigers in België. Zijn lange rushes naar voren werden zijn handelsmerk. Zowel in 1991 als in 1992 bereikte hij met KV Mechelen de finale van de Beker van België. Het verloor toen van respectievelijk Club Brugge en Antwerp FC. In 1992 ontving hij de trofee voor Profvoetballer van het Jaar.

### RSC Anderlecht
In de loop van het seizoen 1991/92 raakte bekend dat Albert naar RSC Anderlecht zou verhuizen. De Waalse verdediger kon ook rekenen op de interesse van Juventus en Tottenham Hotspur. In de zomer van 1992 trok hij samen met zijn ploegmaat Marc Emmers naar de Brusselse club. Albert werd meteen een titularis bij RSC Anderlecht, dat tijdens het seizoen 1992/93 in geen tijd naar de eerste plaats opklom. Toch ontsloeg de club net na de winterstop trainer Luka Peruzovic. Johan Boskamp werd op de dag dat Albert de Gouden Schoen ontving, aangesteld als nieuwe coach. Anderlecht sloot het seizoen uiteindelijk af als kampioen. Voor Albert was het zijn eerste landstitel. Een jaar later won hij met paars-wit de dubbel.

### Newcastle United
Na zijn sterke prestatie op het WK 1994 kon Albert op de interesse van verscheidene Europese clubs rekenen. De fysiek sterke verdediger trok uiteindelijk naar de Engelse competitie. Hij tekende op zijn 27e verjaardag een contract bij Newcastle United en kreeg het rugnummer 27. De club van trainer Kevin Keegan betaalde £2,65 miljoen (zo'n €3,75 miljoen) voor Albert. Hij koos naar eigen zeggen voor Newcastle omdat hij in zijn jeugd een fan was van Keegan. Bij The Magpies speelde hij samen met o.a. Alan Shearer, Les Ferdinand, David Batty en Rob Lee.
Zijn partner in de Newcastle-defensie was meestal de Engelsman Darren Peacock, die ook in 1994 bij Newcastle tekende. Met Darren Peacock vormde Albert een complementair duo. Kenmerkend aan Albert was de snor, terwijl Peacock op zijn beurt lange blonde manen had. Door de aanvallende tactiek van manager Keegan kreeg het elftal de bijnaam "The Entertainers". Albert zelf werd erg geliefd bij het Engelse publiek doordat hij vaak mee naar voren oprukte. Dat leverde soms mooie doelpunten op. Zo scoorde hij tegen Manchester United van op zo'n 20 m via een knappe lob over doelman Peter Schmeichel. Newcastle won de wedstrijd uiteindelijk met 5-0.

### Einde carrière
Albert verloor door blessures steeds vaker zijn plaats in het elftal bij Newcastle. In 1997 trok trainer Keegan naar derdeklasser Fulham FC. Eerst als sportief leider, nadien als trainer. In het seizoen 1998/99 haalde hij Albert naar Fulham. Hij speelde er 13 wedstrijden. Fulham werd kampioen en promoveerde naar de First Division.
In de zomer van 1999 keerde Albert terug naar België. Hij tekende een contract bij zijn ex-club Charleroi. De Zebra's betaalden £600.000 (zo'n €700.000) voor de toen 32-jarige verdediger. Bij Charleroi vond hij ook trainer Luka Peruzovic terug. Hij werd in december ontslagen en opgevolgd door Alberts gewezen ploegmaat Raymond Mommens. Maar ook Mommens haalde het seizoenseinde niet. Manu Ferrera werd in maart 2000 als trainer aangesteld. Hij zorgde ervoor dat Charleroi net niet degradeerde. Na afloop van het seizoen zette Albert een punt achter zijn spelersloopbaan.

## Clubstatistieken
| Seizoen | Club               | Competitie      | Competitie | Competitie |
| Seizoen | Club               | Competitie      | Wed.       | Dlp.       |
| ------- | ------------------ | --------------- | ---------- | ---------- |
| 1985/86 | Sporting Charleroi | Eerste Klasse   | 5          | 0          |
| 1986/87 | Sporting Charleroi | Eerste Klasse   | 27         | 2          |
| 1987/88 | Sporting Charleroi | Eerste Klasse   | 32         | 5          |
| 1988/89 | Sporting Charleroi | Eerste Klasse   | 33         | 2          |
| 1989/90 | KV Mechelen        | Eerste Klasse   | 22         | 0          |
| 1990/91 | KV Mechelen        | Eerste Klasse   | 32         | 3          |
| 1991/92 | KV Mechelen        | Eerste Klasse   | 33         | 2          |
| 1992/93 | RSC Anderlecht     | Eerste Klasse   | 25         | 5          |
| 1993/94 | RSC Anderlecht     | Eerste Klasse   | 25         | 4          |
| 1994/95 | Newcastle United   | Premier League  | 17         | 2          |
| 1995/96 | Newcastle United   | Premier League  | 23         | 4          |
| 1996/97 | Newcastle United   | Premier League  | 27         | 2          |
| 1997/98 | Newcastle United   | Premier League  | 23         | 0          |
| 1998/99 | Newcastle United   | Premier League  | 6          | 0          |
| 1998/99 | Fulham (huur)      | Second Division | 13         | 2          |
| 1999/00 | Sporting Charleroi | Eerste Klasse   | 14         | 1          |
| Totaal  | Totaal             | Totaal          | 357        | 34         |

## Nationale ploeg
Op 29 april 1987 speelde Philippe Albert zijn eerste interland voor de Rode Duivels. Bondscoach Guy Thys selecteerde hem voor de EK-kwalificatiewedstrijd tegen Ierland. Vervolgens duurde het enkele jaren alvorens hij een vaste waarde werd bij de nationale ploeg. In 1990 nam Thys hem mee naar het WK in Italië. In de groepsfase van het toernooi speelde hij één wedstrijd, het met 1-2 verloren duel tegen Spanje. België werd uiteindelijk in de tweede ronde uitgeschakeld door Engeland.
Onder bondscoach Paul Van Himst speelde Albert regelmatiger. In 1994 plaatste België zich voor het WK in de Verenigde Staten. In de laatste kwalificatiewedstrijd namen de Rode Duivels het op tegen Tsjecho-Slowakije. Beide landen streden om de tweede plaats en het bijhorend ticket voor het WK. België had twee punten voorsprong op Tsjecho-Slowakije en had voldoende aan een gelijkspel. Net na de rust haalde Albert een doorgebroken aanvaller neer. Hij kreeg een rode kaart, maar voorkwam op die manier wel een mogelijk doelpunt. Het bleef uiteindelijk 0-0, België mocht naar het WK, maar Albert miste door schorsing de eerste wedstrijd van het toernooi.
Albert was anno 1994 samen met spelers als Marc Degryse, Michel Preud'homme, Franky Van der Elst en Lorenzo Staelens een van de sterkhouders van de nationale ploeg. In de Verenigde Staten scoorde Albert tegen Nederland zijn eerste WK-goal. Na 65 minuten belandde de bal na een hoekschop in de voeten van Albert, die meteen laag uithaalde en via de paal scoorde. Nederland drong nadien nog aan, maar de 1-0 bleef op het scorebord. Bij het doelpunt riep voetbalcommentator Rik De Saedeleer nog voor Albert de bal gecontroleerd had de legendarische woorden: "Dat is het, dat is het!" Na de goal van Albert voegde hij eraan toe: "Ik wist het! Ik wist het! Philippe Albert!" Het was Alberts vierde interlanddoelpunt.
Zijn vijfde en laatste interlanddoelpunt kwam er een ronde later. België plaatste zich voor de tweede ronde en nam het op tegen titelverdediger Duitsland. In een geladen duel waarin de Rode Duivels de scheidsrechter niet aan hun zijde hadden, scoorde Albert in de slotminuut de aansluitingstreffer. Na een één-twee slalomde hij zich voorbij twee verdedigers en tikte hij de bal voorbij doelman Bodo Illgner. De Belgen haalden de bal meteen uit het doel en snelden naar de middenstip, maar een gelijkmaker viel er niet meer uit de lucht. België verloor met 3-2. Door zijn sterke prestatie op het WK versierde Albert een transfer naar Newcastle United.
In 1997 werd Georges Leekens voor het eerst bondscoach. Leekens en Albert kenden elkaar nog van bij KV Mechelen. Door blessures miste Albert regelmatig interlands en bovendien werd hij door de pers steeds vaker bekritiseerd. In de WK-kwalificatiewedstrijd tegen Nederland verloor België met 3-1 na een slechte prestatie. Albert was kop-van-jut en werd door Leekens niet opgeroepen voor de laatste wedstrijd tegen Wales. Toen hij Albert nadien voor de barragewedstrijd tegen Ierland wel selecteerde, zegde Albert af. Hij zei de nationale ploeg vaarwel en ging niet mee naar het WK in Frankrijk.

### Doelpunten
| Interlanddoelpunten | Interlanddoelpunten | Interlanddoelpunten       | Interlanddoelpunten | Interlanddoelpunten | Interlanddoelpunten | Interlanddoelpunten |
| #                   | Datum               | Locatie                   | Tegenstander        | Goal(s)             | Uitslag             | Wedstrijd           |
| ------------------- | ------------------- | ------------------------- | ------------------- | ------------------- | ------------------- | ------------------- |
| 1                   | 25/03/1992          | Parijs, Frankrijk         | Frankrijk           | 28'                 | 3–3                 | Vriendschappelijk   |
| 2                   | 03/06/1992          | Toftir, Faeröer           | Faeröer             | 30'                 | 0–3                 | WK-kwalificatie     |
| 3                   | 07/02/1993          | Nicosia, Cyprus           | Cyprus              | 87'                 | 0–3                 | WK-kwalificatie     |
| 4                   | 25/06/1994          | Orlando, Verenigde Staten | Nederland           | 65'                 | 1–0                 | WK-eindronde        |
| 5                   | 02/07/1994          | Chicago, Verenigde Staten | Duitsland           | 90'                 | 3–2                 | WK-eindronde        |

## Palmares
| Nationaal                   |    |            |
| Belgisch kampioen           | 2x | 1993, 1994 |
| Beker van België            | 1x | 1994       |
| Supercup                    | 1x | 1993       |
| Kampioen in Second Division | 1x | 1999       |
| Individueel                 |    |            |
| Gouden Schoen               | 1x | 1992       |
| Profvoetballer van het Jaar | 1x | 1992       |

## Trivia
- Na zijn spelersloopbaan ging Albert aan de slag in een Henegouws import- en exportbedrijf voor groenten en fruit.[3] Hij werd ook voetbalcommentator voor een Franstalige zender.
- Philippe Albert is soms actief als commentator voor Franstalige tv-zenders.
- In Engeland zongen de supporters vaak "Philipe, Philipe Albert, everyone knows his name." Dit verwees naar de titelsong van de populaire kinderreeks The Adventures of Rupert Bear. Daarin werd er "Rupert, Rupert the bear, everyone sing his name" gezongen.
- Tot midden jaren 90 droeg Albert een snor.
- Tijdens zijn carrière speelde hij regelmatig met het rugnummer 4.